# Quadrivium (Lugdunum Convenarum)

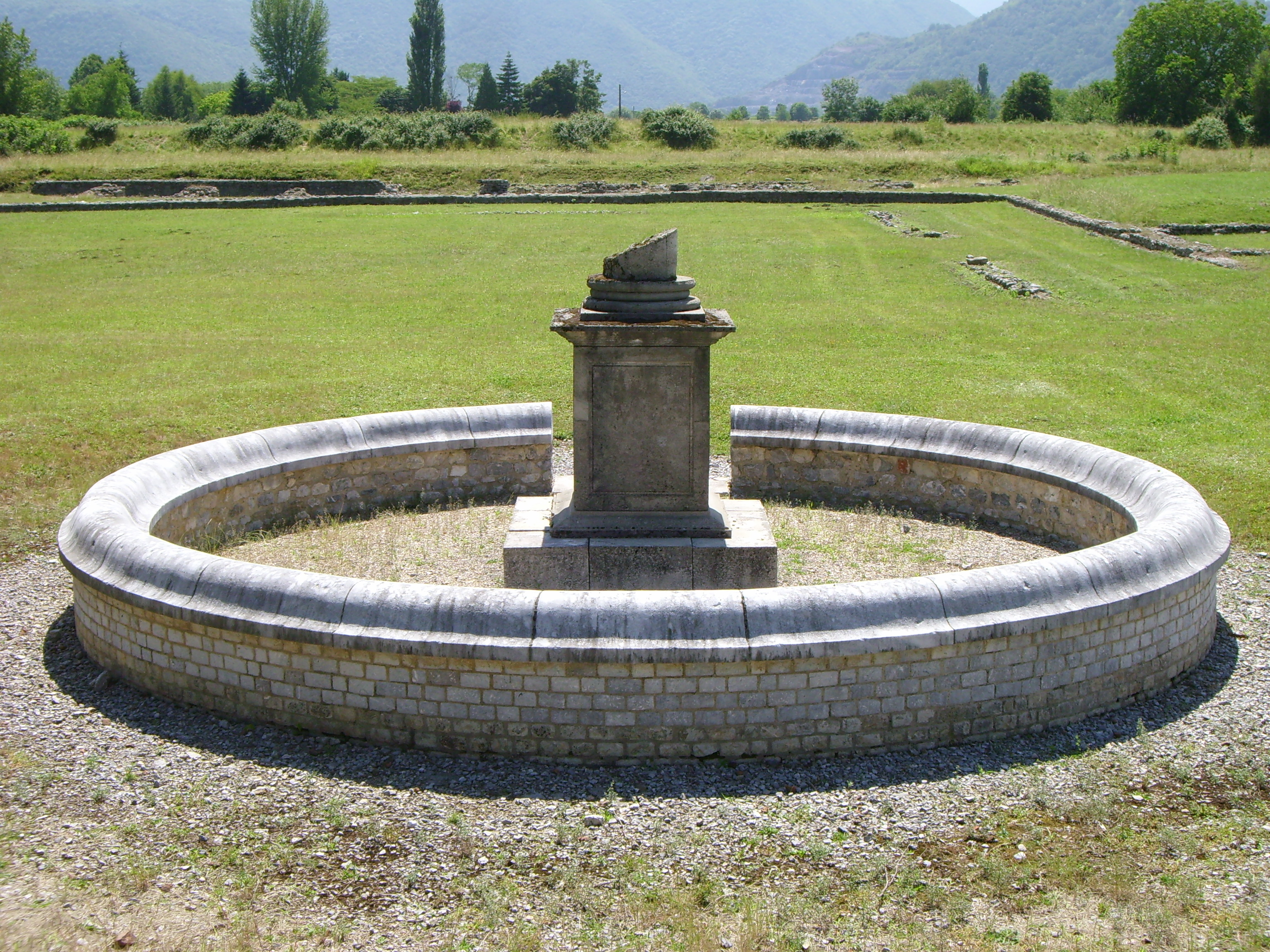
Quadrivium in Saint-Bertrand-de-Comminges

Das sogenannte Quadrivium in Lugdunum Convenarum, heute Saint-Bertrand-de-Comminges im französischen Département Haute-Garonne der Region Okzitanien, ist ein Denkmal aus dem 1. Jahrhundert nach Christus. Das Quadrivium steht als Teil der römischen Ausgrabungen seit 1946 als Monument historique auf der Liste der Baudenkmäler in Frankreich.
Das Denkmal steht an der Kreuzung zweier ehemaliger Römerstraßen: Eine Straße führte nach Toulouse (siehe auch: Via Aquitania) und die andere nach Dax. Straßenkreuzungen waren für die Römer heilige Stätten, die oft mit besonderen Bauten geschmückt wurden.
Ende des 4. Jahrhunderts wurde das Bauwerk für die Errichtung des Forums überbaut. Die Reste wurden Ende des 20. Jahrhunderts entdeckt und der Bau wurde danach rekonstruiert.